# Gens Quíntia
La gens Quíntia (en llatí: Quintia gens) va ser una gens romana patrícia originalment i més tard també plebea. La forma antiga del nom era Quínctia (i el seu derivat Quinctius), que consta a monedes i als Fasti.
Eren originaris d'Alba Longa i van ser portats a Roma per Tul·lus Hostili, que els va enrolar amb els patricis, entre els quals van ser una de les minores gentes. Van exercir els més alts oficis de l'estat i van produir homes rellevants durant la república i l'Imperi. Els primers quaranta anys després de l'expulsió dels reis hi ha menció de cap Quinti; el primer que va obtenir el consolat va ser Titus Quinti Capitolí Barbat (471 aC) i en endavant el nom de la gens Quíntia apareix constantment als Fasti.
Van utilitzar els cognomina Capitolí, Cincinnat, i Flaminí, que van formar branques familiars; i també cognomina minoritaris com Ata, Claudus, Crispí, Hirpí, Escàpula i Trogus.

## Branques
Els Cincinnats i els Capitolins i Barbats descendeixen de dos germans, fills de cert Luci Quinti:
- Luci Quinti L. f., personatge desconegut.
  - Tit Quinti Capitolí Barbat, cònsol sis vegades entre el 471 aC i 439 aC.
    - Tit Quinti Capitolí Barbat, cònsol el 421 aC i tribú consular el 405 aC.

  - Luci Quinti Cincinnat, cònsol els anys 460 i 457 aC i model de virtut al final de la República.
    - Luci Quinti Cincinnat, tribú consular el 438 aC.
      - Luci Quinti Cincinnat, tribú consular els anys 386, 385 i 377 aC.
      - Gai Quinti Cincinnat, tribú consular el 377 aC.

    - Quint Quinti Cincinnat, tribú consular el 415 i 405 aC.
      - Quint Quinti Cincinnat, tribú consular el 369 aC.

    - Cesó Quinti Cincinnat, exilat i mort per boicotar la figura del tribú de la plebs.
    - Tit Quinti Cincinnat Pennus, cònsol els anys 431 i 431 aC.
      - Tit Quinti Cincinnat Capitolí, tribú consular els anys 388, 385 i 384 aC.
        - Tit Quinti Pennus Capitolí Crispí, cònsol els anys 354 i 351 aC. Podria haver estat també el tribú consular de l'any 368 aC.
          - Gneu Quinti Capitolí, edil curul el 366 aC i dictador el 331 aC.

Fins aquí arriben els Cincinnats, els Barbats i els Capitolins. Aquests cognoms cauen en desús i n'apareixen de nous: Claudus, Flaminí i Crispí:
- Luci Quinti, personatge desconegut, fill de l'anterior. És possible que fos el primer Flaminí.
  - Cesó Quinti Claudus, cònsol el 271 aC. Segurament el primer Claudus.
    - Cesó Quinti Flaminí, duumvir el 216 aC.
    - Personatge desconegut.
      - Cesó Quinti Claudus Flaminí, pretor el 208 aC.
        - Gai Quinti Flaminí, pretor el 177 aC.

  - Luci Quinti, personatge desconegut, tal vegada flamen dialis el 251 aC.
    - Personatge desconegut.
      - Tit Quinti Crispí, cònsol el 208 aC.
        - Luci Quinti Crispí, pretor el 186 aC.

    - Tit Quinti Flaminí, personatge desconegut.
      - Luci Quinti Flaminí, cònsol el 192 aC.
      - Tit Quinti Flaminí, cònsol el 198 aC i conqueridor de Grècia.
        - Tit Quinti Flaminí, cònsol el 150 aC. Segurament és el mateix personatge que l'ambaixador Tit Quinti Flamini.
          - Tit Quinti Flaminí, cònsol el 123 aC.

### Altres personatges
- Dècim Quinti, almirall el 210 aC durant la Segona Guerra Púnica.
- Tit Quinti Ata, comediògraf del segle ii aC.
- Luci Quinti, tribú de la plebs el 74 aC.
- Tit Quinti Escàpula, pompeià mort el 45 aC.
- Tit Quinti Crispí Sulpicià, cònsol el 9 aC, segurament descendent de Luci Quinti Crispí.
- Quinti Hirpí, amic d'Horaci.
- Luci Bruci Quinti Crispí, cònsol els anys 224 i 238 dC, suposadament de la mateixa branca dels Quinti Crispí.